# Кедабекское месторождение
Кедабекское золото-медно-колчеданное месторождение (азерб. Gədəbəy qızıl-mis-mərgümüş yatağı) расположено в Кедабекском районе Азербайджана, в местности Магара, на восточном склоне горы Мисдаг, в 1 км северо-западней райцентра Кедабек. Руды месторождения комплексные, в извлекаемых количествах находятся медь, золото, серебро, сера и др.
Богатые сульфидные руды месторождения были открыты и начали впервые промышленно эксплуатироваться в 1850-х годах компанией братьев Меховых, греков-уроженцев Турции. В дальнейшем работы были приостановлены, пока в 1864 году месторождение не приобрела у греков и армян немецкая компания «Siemens». Вскоре здесь был основан медеплавильный завод и проложена узкоколейная железная дорога. Медь оставалась основной добычей вплоть до Первой мировой войны; с 1867 по 1914 год здесь было добыто 58 тысяч тонн этого металла. Активная разработка месторождения в Кедабеке и близлежащем селе Калакенд (где позже был построен второй медеплавильный завод) привела к тому, что сюда в 1883 году была проведена ветвь железной дороги Баку—Батуми. В 1894 году, ввиду сложности доставки необходимого для эксплуатации месторождения нефтяного топлива (к тому времени владельцы уже отказались от дровяного и угольного топлива), из селения Далляр в Кедабек был проведён нефтяной трубопровод. В 1900—1901 годах на руднике, считавшемся близким к истощению, минералогом Е. С. Фёдоровым были открыты новые запасы руды. В 1914 году царское правительство предписало немецким предпринимателям покинуть Российскую империю ввиду того, что Германия объявила России войну. Сименсы успели переписать месторождение на имя российских граждан и продолжали фактически эксплуатировать его вплоть до советизации.
В период с 1922 по 1936 год на открытых Фёдоровым штоках добывался пирит, после чего работы вновь временно прекратились. До распада СССР разработка рудника проводилась трестом «Азцветмедь», добывавшем медь путём подземного выщелачивания из рудничных вод. Тем не менее, недры месторождения продолжают хранить значительные запасы в целиках рудных штоков и междуштоковых пространствах.
В 1997 году было подписано соглашение о разделе продукции между азербайджанской стороной и компанией Anglo-Asian Mining PLC с перспективой добычи на месторождении золота и серебра. Разработка месторождения возобновилась в 2009 году компанией Azerbaijan International Mining Company (AIMC). По данным 2009 года, запасы месторождения составляли 22 тонн золота, 192 тонн серебра и 37 тысяч тонн меди. В 2013 году в Кедабеке был построен золотоизвлекательный завод.